# Джаханнам, или До встречи в Аду
«Джаханнам, или До встречи в Аду» — политический триллер, роман российской писательницы Юлии Леонидовны Латыниной о коррупции, халатности российской власти. Роман является хронологически первой частью Кавказского цикла наряду с романами «Ниязбек», «Земля войны» и «Не время для славы».

## Описание
Действие романа происходит на Дальнем Востоке в вымышленном городе Кесареве, в первой половине 2000-х. Кесарев представлен как собирательный образ сегодняшнего российского общества таким, каким видит его Латынина. В книге описываются такие явления как контрабанда, взяточничество, халатность и цинизм российских властей, а также засилье чеченской ОПГ. Латынина также использует флэшбэки, в этом случае местом действия становится Грозный или Кесарев середины 90-х.

## Отзывы
Газета ассоциации ветеранов подразделения антитеррора «АЛЬФА» опубликовала развернутую рецензию на роман 
Журнал Мир Фантастики о романе:

Итог: как ни парадоксально, но существует и диаметрально противоположное мнение о романе. Те, кто разглядел в книге не смакование подлости русских и не восхищение мужеством чеченцев, а обличительный пафос, призыв бороться с темными сторонами нашей жизни, называют «Джаханнам…» произведением патриотическим. Хочется верить, что сторонники этой точки зрения правы, иначе очень уж неприглядно выглядит позиция писательницы.
          — Василий Владимирский 